# De Vaganten
De Vaganten was een Vlaamse kleinkunstgroep die vooral in de jaren '60 en '70 populair was.

## Geschiedenis

### Vroege carrière
Rond 1952 begon in Hoboken een groepje van vier broers in parochiezalen op te treden als The Dockx Brothers. Zij brachten een voornamelijk Engelstalig repertoire met nogal wat countrymuziek. In 1958 stopten drie van de vier broers, maar Jef Dockx kon hen onmiddellijk vervangen door Paul Heyninck, Leo Cools en Jozef Van den Berg, zodat de groep bleef bestaan. In 1963 wonnen zij de Ontdek de ster-wedstrijd van de Vlaamse Televisie. In 1965 kwam Herwig van Horenbeeck bij de groep.

### Doorbraak
Geleidelijk aan brachten ze meer folk en ook Nederlandstalige nummers. In 1966 kozen ze op aanraden van Miel Cools en Bert Broes definitief voor het Nederlands en voor een Nederlandse groepsnaam: De Vaganten. Op 4 november 1966 zongen ze een live-lp vol met folksongs, al dan niet in vrije vertaling. Het jeugdhuis in Mortsel zat voor de gelegenheid afgeladen vol met fans. De producer van deze langspeelplaat was Louis Van Rymenant.
Onder impuls van Miel Cools en Bert Broes legden De Vaganten zich daarna toe op het luisterlied, met teksten uit de gevestigde literatuur en eigen creaties. Ze trokken enkele jaren op met Cools en ze traden op voor zowat alle Vlaamse cultuurfondsen.
Die samenwerking resulteerde in een elpee. De producer was Miel Cools (platenfirma Kalliope). Heer Halewijn, Dinska Bronska en Galgenlied waren de bekendste nummers. De Vaganten hielden deze drie nummers heel hun loopbaan lang op hun repertoire.
De Vaganten waren ook aanwezig op de eerste Nekka in 1971. Ze vertolkten teksten van Magda Buckinx, Anton Van Wilderode, Bert Broes, Louis Verbeeck, Huguette De Backer, Jos Van der Veken en Jaak Dreesen.
In 1974 namen ze een nieuwe lp op. De arrangementen waren van Gaston Nuyts. Van deze lp bleven 4 nummers altijd op de speellijsten: Voor Lily en mij, De Vagant, Brussel en Lied van de dorpsidioot. Dit laatste (tekst Marie-France Daenen, muziek Paul Vagant) was een lied over allesvernietigend pestgedrag.

### Latere carrière
Hun laatste optreden had plaats in het cultuurcentrum van Mortsel op 24 januari 1978, waarbij minister Rika De Backer hun de penning van de Nederlandse Cultuur schonk. Paul en Herwig besloten om door te gaan als het duo Herwig en Paul Vagant. In 1980 trokken ze tien dagen naar Detroit.  
In 1983 namen ze de lp Een kwestie van tijd op. Willy Heynen schreef de arrangementen en engageerde Tars Lootens, Yvan De Sauter, Firmin Timmermans en de toen nog piepjonge Eric Melaerts. Ik leef van top tot teen, Hier is ons vaderland  en Morgen waren de bekendste nummers. En Alleen maar alleen was de eerste Nederlandstalige cover van If I needed you. Hun kerstlied In december kort voor Nieuwjaar had succes op radio en tv.
In de jaren 1990 kwam de goesting terug. In het voorjaar van 2002 nam Paul Vagant het initiatief om een cd uit te brengen. In samenwerking met Assekrem Music Company verscheen in december 2002 een cd met 17 van hun beste nummers, geplukt uit drie elpees, plus het kerstliedje. Twaalf jaar na hun laatste optreden werden Heer Halewijn, Dinska Bronska en Galgenlied, samen met eigen creaties als Lied van de dorpsidioot en Brussel uit de vergeethoek gehaald.
In 2004 bestegen beide Vaganten opnieuw de podia. Chris De Winter kwam met basgitaar en dwarsfluit het duo muzikaal versterken. Ze traden op ter gelegenheid van de Houden-van-namiddag in het Sportpaleis van Antwerpen. Ze werden opnieuw uitgenodigd voor Houden Van in 2005. In november 2009 werden ze gevierd voor 50 Jaar op de planken, op initiatief van de Marnixring Max Wildiers.
Vanaf januari 2009 voegde de violiste Veerle Dierckx zich bij het trio. In 2012 brachten ze de cd Onverwacht uit.
In december 2020 bracht Paul Vagant in eigen beheer de cd Graag... Gedaan uit, waarop hij naast enkele klassiekers uit het De Vagantenrepertoire enkele nieuwe nummers zingt.

### Het afscheid
Zondag 26 april 2015 namen De Vaganten in Theaterzaal Elcerlyc in Antwerpen afscheid van het podium met een laatste concert.